# Pardosa xerampelina
Pardosa xerampelina es una especie de araña araneomorfa del género Pardosa, familia Lycosidae. Fue descrita científicamente por Keyserling en 1877.
Habita en Canadá y los Estados Unidos.